# الجوع في المملكة المتحدة
أثر الجوع المزمن على نسبة كبيرة من سكان المملكة المتحدة طوال تاريخها. بعد تحسن الظروف الاقتصادية التي أعقبت الحرب العالمية الثانية، كان الجوع أقل من قضية سياسية. ولكن منذ التضخم العالمي الدائم في أسعار الغذاء الذي بدأ في أواخر عام 2006 ، وخاصة منذ الأزمة المالية عام 2008 ، عاد الجوع مرة أخرى إلى جدول الأعمال السياسي. بحلول كانون الأول / ديسمبر 2013 ، وفقا لمجموعة من الأطباء والأكاديميين الذين يكتبون في المجلة الطبية البريطانية. 
وصل الجوع في المملكة المتحدة إلى مستوى «حالة الطوارئ الصحية العامة». في الفترة التي سبقت الانتخابات العامة في عام 2015 ، أصبحت قضية الجوع في المملكة المتحدة مسيسة إلى حد ما، حيث عبّر معلقو الجناح اليميني عن شكوكهم بشأن الأرقام التي قدمتها جماعات الكنيسة والنشطين اليساريين. دعت مجموعة نواب الحزب التي تركز على الجوع في المملكة المتحدة النشطاء إلى توخى الحذر في كيفية مناقشة مشكلة الجوع المحلي، حيث أن المزاعم المبالغ فيها وخطوة النقاط السياسية تخاطر بالحد من الدعم الشعبي لمعالجة هذه القضية. في تقرير عام 2016 ، ذكرت مجموعة جميع الأحزاب أنه من غير الممكن تحديد عدد الأشخاص الذين يعانون من الجوع في المملكة المتحدة بدقة، ودعوا إلى جمع البيانات بشكل أفضل.